# Leri Habelov
Leri Habelov (n. 5 iulie 1964, Tbilisi, Republica Sovietică Socialistă Gruzină, URSS) este un luptător ce a reprezentat Uniunea Sovietică, Echipa Unificată și Rusia, medaliat olimpic. A participat la 3 ediții ale Jocurilor Olimpice (1988, 1992, 1996) în care a câștigat o medalie de aur și o medalie de argint.